# Dritte Republik (Österreich)
Als Dritte Republik wurde ein von der FPÖ unter Jörg Haider vertretenes Staatskonzept bezeichnet. Der ursprünglich von der steirischen Volkspartei entwickelte Begriff erlangte nach seiner Übernahme durch die FPÖ und die darauf folgende Kritik an dem als „Führerstaat“ charakterisierten Konzept Bekanntheit. Im Zuge der Regierungsverhandlungen nach der Nationalratswahl 2024 wurde die Politik Herbert Kickls von politischen Beobachtern als Weg in die Dritte Republik beschrieben.

## Charakterisierung
Sowohl nach der Vorstellung der steirischen Volkspartei, deren Konzept kaum rezipiert wurde, als auch der FPÖ sollte die Verfassung der Dritten Republik als Hauptziele eine mächtige, auf eine Person zugeschnittene Exekutive, einen Ausbau direkter Demokratie und eine Abschaffung der Sozialpartnerschaft haben.
Das Konzept der FPÖ wurde in der u. a. von Lothar Höbelt und Wilhelm Brauneder mitverfassten, vom Freiheitlichen Bildungswerk 1994 herausgegebenen Programmschrift „Weil das Land sich ändern muss! Auf dem Weg in die Dritte Republik“ publiziert und von Haider in dessen Buch „Die Freiheit, die ich meine“ weiterentwickelt. Haider hob seine Absicht eines Umbaus der verfassungsrechtlichen Staatsstrukturen hervor. Das Kabinett sollte verkleinert und  entmachtet werden. Die repräsentative Demokratie sollte Haider zufolge durch ein Präsidialsystem ersetzt werden, Parteien hätten in dessen System keine Existenzberechtigung mehr, Innen- und Verteidigungsministerium sollten zusammengelegt, ein Arbeitsdienst in Form einer Dienstpflicht für Männer und Frauen sollte eingeführt werden. Im Kulturbereich proklamierte Haider: „Ohne werteverteidigenden Kulturkampf ist eine Überwindung des linken Kulturfaschismus nicht möglich.“  Das Freiheitliche Bildungswerk gründete ein von Walter Marinovic geleitetes Kulturforum Freie Kunst, das ähnliche Reformideen betrieb. Parallel dazu betrieb die FPÖ eine restriktive Kulturpolitik, Karin Praxmarer sprach sich gegen die ihr „sozialistisch“ anmutende Kunstfreiheit aus, Kriemhild Trattnig forderte eine Streichung der Subventionen für Künstler, „deren Werke gegen das Volksempfinden verstießen“. Sowohl Haider als auch das Freiheitliche Bildungswerk sprachen sich für ein Zurückdrängen von Sozialpartnern und Gewerkschaften aus. Im Rahmen seines Staatsumbauprogramms beabsichtigte Haider ein Bildungssystem zu installieren, das weniger Maturanten und Akademiker hervorbringen sollte. Haiders Staatsumbaupläne gelten als von dessen auf Reisen in die USA ins dortige rechtskonservative Milieu geknüpften Kontakten  inspiriert.

## Kritik
Die Kritik am Konzept der Dritten Republik konzentrierte sich auf das Thema der starken Führerfigur, einer Position, die Haider nach Ansicht seiner Kritiker selbst einnehmen wollte. Der Forderung nach einem Ausbau direkter Demokratie innerhalb einer Dritten Republik wurde vorgeworfen, einen Abbau der repräsentativen parlamentarischen Demokratie zugunsten eines autoritären Präsidenten, der sich auf Gefälligkeitsplebiszite stützt, zu propagieren. Brigitte Bailer-Galanda sah in der beabsichtigten Zusammenlegung von Innen- und Verteidigungsministerium „eine Besonderheit von Diktaturen, die gegen Feinde von außen und Innen mit gleicher Härte vorgehen“. Hans-Henning Scharsach und Kurt Kuch sahen in Haiders Argumentation für eine Dritte Republik Parallelen zum politischen Kurs der NSDAP vor deren Machtergreifung.